# Joanício I de Constantinopla
Joanício I de Constantinopla (em grego: Ἰωαννίκιος Α΄; m. c. 1526) foi patriarca ecumênico de Constantinopla por um curto período entre 1524 e 1525. Por conta disto, ele é às vezes considerado um usurpador.

## História
O patriarca Jeremias I, logo depois de sua eleição, viajou para Chipre, Egito, Sinai e Palestina. Enquanto ele estava em Jerusalém, o clero e os arcontes gregos em Istambul, irritados com sua longa ausência, o depuseram em abril ou maio de 1524 e elegeram em seu lugar o bispo metropolitano de Sozópolis na Trácia, Joanício I.
Jeremias reagiu e, juntamente com os patriarcas de Alexandria e Antioquia, que ele havia convocado a Jerusalém, excomungou Joanício. Apesar de a maioria do Santo Sínodo ter ficado do lado de Joanício, o sultão otomano Solimão, o Magnífico, ordenou que Jeremias fosse reinstalado no trono, o que ocorrer em 24 de setembro de 1525. Joanício retornou para a Trácia, onde morreu no mosteiro de São João Batista perto de Sozópolis por volta de 1526.